# Richard Stannard (triathlon)
Pour les articles homonymes, voir Stannard.
Richard Stannard, né le avril 1974 à Hexham dans le comté de Northumberland, est un triathlète professionnel anglais, triple champion du monde d'aquathlon (2003, 2006 et 2011).

## Palmarès triathlon
Le tableau présente les résultats les plus significatifs (podium) obtenus sur le circuit international de triathlon et d'aquathlon depuis 2001,.
| Année | Compétition                           | Pays             | Position           | Temps           |
| ----- | ------------------------------------- | ---------------- | ------------------ | --------------- |
| 2012  | Championnats du monde d'aquathlon     | Nouvelle-Zélande | Médaille d'argent  | 0 h 29 min 34 s |
| 2011  | Championnats du monde d'aquathlon     | Chine            | Médaille d'or      | 0 h 30 min 22 s |
| 2007  | Coupe d'Afrique - l'étape de Mombasa  | Kenya            | Médaille d'argent  | 1 h 52 min 17 s |
| 2006  | Championnats du monde d'aquathlon     | Suisse           | Médaille d'or      | 0 h 27 min 59 s |
| 2005  | Championnats du monde d'aquathlon     | Japon            | Médaille d'argent  | 0 h 26 min 51 s |
| 2004  | Championnat britanniques              | Royaume-Uni      | Médaille de bronze | Timing          |
| 2003  | Championnats du monde d'aquathlon     | Nouvelle-Zélande | Médaille d'or      | 0 h 26 min 16 s |
| 2003  | Championnat britanniques              | Royaume-Uni      | Médaille de bronze | Timing          |
| 2003  | Coupe d'Europe - l'étape d'Echternach | Luxembourg       | Médaille de bronze | 1 h 46 min 7 s  |
| 2003  | Coupe d'Europe - l'étape de Swansea   | Royaume-Uni      | Médaille de bronze | 1 h 47 min 37 s |
| 2002  | Coupe d'Europe - l'étape d'Echternach | Luxembourg       | Médaille d'argent  | 2 h 2 min 24 s  |
| 2001  | Championnats du monde d'aquathlon     | Canada           | Médaille d'argent  | 0 h 23 min 10 s |
| 2001  | Coupe d'Europe - l'étape d'Estoril    | Portugal         | Médaille d'or      | 1 h 46 min 18 s |
| 2001  | Championnat britanniques              | Royaume-Uni      | Médaille d'or      | Timing          |

## Palmarès biathlé
| Discipline/Année                            | 2005 | 2007 | 2010 | 2012 |
| ------------------------------------------- | ---- | ---- | ---- | ---- |
| Championnats du monde de Biathlé Individuel | 1e   | 1e   | 1e   | 1e   |